# Яичниковая артерия
Яичниковая артерия — разновидность гонадной артерии у женщин. Снабжает кровью яичники и матку.

## Топография
Яичниковая артерия — парная артерия, которая в большинстве случаев (примерно 80 %) ответвляется от передней поверхности брюшного отдела аорты на 2,5 см ниже почечных артерий, на уровне верхнего края позвонка L2. Также в большинстве случаев (примерно 60 %) правая артерия отходит выше левой. Расстояние между устьями 0,5 −1,1 см. Имеет протяженность 20−22 см и диаметр 0,6 — 0,8 см (Во время беременности яичниковые артерии набухают, чтобы увеличить кровоснабжение матки, и их диаметр увеличивается). По ходу отдает ветви к жировой капсуле почки и мочеточнику. Обе яичниковые артерии вступают в полость таза, проходя в подвешивающей связке яичника. Затем, следуя в медиальном направлении, каждая яичниковая артерия проходит между листками широкой связки матки под маточной трубой, при этом отдавая ветви трубе и яичнику. В области маточной трубы яичниковая артерия отдает от 1-2 до 3-5 ветвей к ампулярному отделу маточной трубы. В области ворот яичника образуется массивное артериальное предъяичниковое сплетение. Войдя в яичник, сосуды делятся до 8 порядка.

## Вариативность
Яичниковая артерия примерно в 5 % случаев ответвляется от брюшной аорты на уровне начала почечных артерий, в 3 % — выше их отхождения. В некоторых случаях яичниковая артерия отходит от аорты на уровне нижней брыжеечной артерии и даже ниже её. Также может начинаться от почечной, от добавочной почечной и изредка — от одной из брыжеечных артерий.

## Коллатеральное кровообращение
Концевые ветви яичниковой артерии анастомозируют с яичниковой ветвью маточной артерии, при этом артериальные дуги формируют замкнутое сосудистое кольцо в толще широкой связки матки. Таким образом, яичник получает питание из двух систем — яичниковой артерии и маточной артерии.
Существует три типа внеорганных маточно-яичниковых анастамозов:
- Одинарные (примерно в 30 % случаев). В этом случае яичниковая ветвь маточной артерии анастомозирует с яичниковой артерией. Варианты анастомозирования:
  - в брыжейке яичника — примерно в 60 % случаев,
  - в брыжейке маточной трубы — примерно 15 %,
  - в связке, поддерживающей яичник — около 10 %,
  - у трубного угла матки — около 5 %

- Двойные (примерно в 60 % случаев). При этом яичниковая и трубная ветви маточной артерии анастомозируют с одноименными ветвями яичниковой артерии. Варианты анастомозирования:
  - в брыжейке маточной трубы и в брыжейке яичника — около 60 %,
  - в брыжейке маточной трубы и у трубного угла матки — примерно 15 %,
  - в брыжейке маточной трубы и в связке, поддерживающей яичник — примерно 10 %,
  - в брыжейке маточной трубы и в широкой связки матки — около 15 %

- Тройные (примерно 10 %), когда происходит анастомозирование трёх ветвей — яичниковая и трубная ветви маточной артерии анастомозируют с одноименными ветвями яичниковой артерии (анастомозы лежат в брыжейке маточной трубы, в брыжейке яичника и в области связки, поддерживающей яичник), плюс имеется дополнительная ветвь от маточной артерии, проходящая между листками широкой связки матки и анастомозирующая с яичниковой артерией у латерального края яичника или в области связки, поддерживающей яичник. (В случаях, когда яичниковая артерия является единственным источником кровоснабжения яичника (примерно 1 %) — маточно-яичниковый анастамоз отсутствует).[3]